# DNAFET
Un  transistor d'ADN d'efecte de camp  (o DNAFET', d  DNA field-effect transistor) és un transistor d'efecte de camp (o FET) que utilitza l'efecte de camp generat per les càrregues parcials de les molècules d'ADN per actuar com un biosensor. L'estructura dels DNAFET és similar a la dels MOSFET, amb l'excepció de l'estructura de la porta  que, en els DNAFET, és reemplaçada per una capa de molècules de cadenes senzilles d'ADN que actuen com a receptors de superfície. Quan les cadenes de l'ADN complementari s'hibriden els receptors, canvia la distribució de la càrrega a prop de la superfície, el que modula el transport en curs a través del transductor semiconductor.
Es poden fer servir xips de DNAFET per detectar polimorfismes de nucleòtid simple (que poden causar diverses malalties hereditàries) i per seqüenciació d'ADN. El seu principal avantatge en comparació amb els mètodes de detecció òptica d'ús comú actualment, és que no requereixen el marcatge de molècules. A més, treballen contínuament i (gairebé) en temps real. Els DNAFET són altament selectius, ja que només unions específiques modulen el transport de càrrega.